# Bahnhof Leipzig-Leutzsch
Leipzig-Leutzsch ist ein Bahnhof im Leipziger Stadtteil Leutzsch. Er liegt an der Bahnstrecke Leipzig–Großkorbetha und ist sieben Bahnkilometer und zehn Fahrminuten vom Leipziger Hauptbahnhof entfernt. Außerdem ist er seit 1873 Anfangspunkt der Bahnstrecke Leipzig–Probstzella und war von 1931 bis 1998 Endpunkt der Bahnstrecke Merseburg–Leipzig. Zudem zweigt hier der Leipziger Güterring nach Leipzig-Wahren ab.

## Geschichte

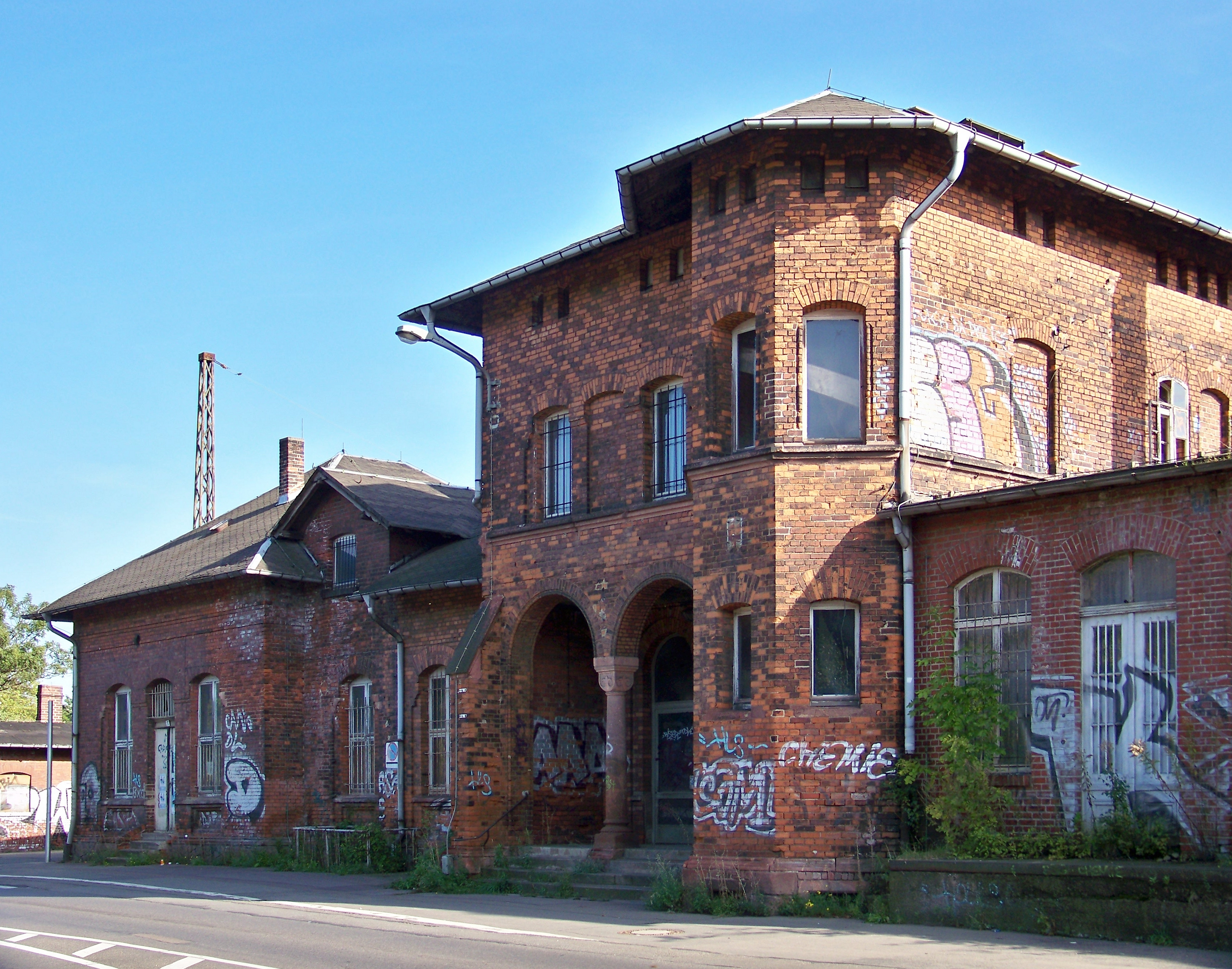
Ehemaliges Empfangsgebäude, 2009

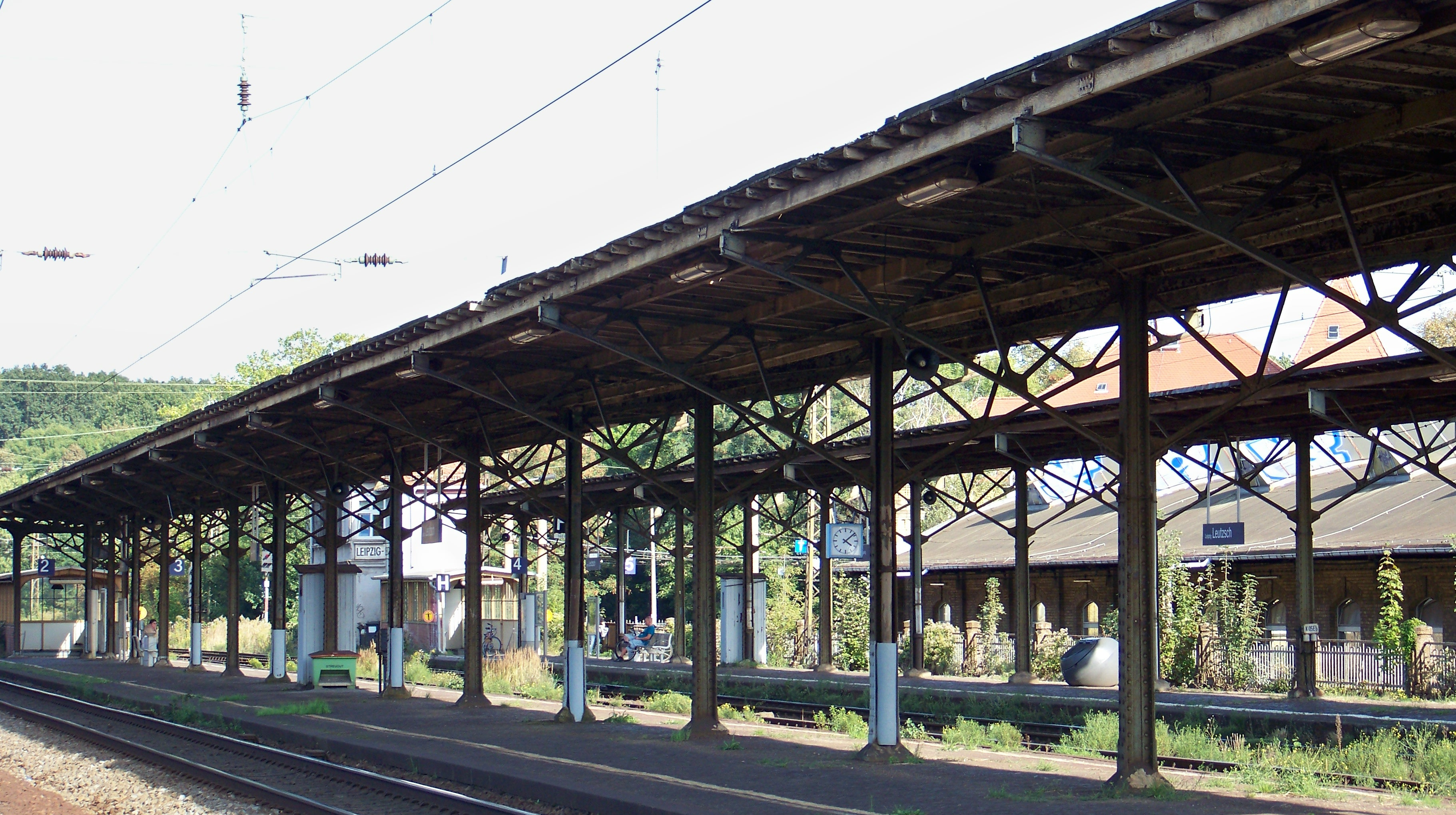
Ehemalige Bahnsteige, 2009

Der Bahnhof wurde am 22. März 1856 mit der Thüringer Eisenbahn eröffnet und trug zunächst den Namen Barneck (nach dem nahe gelegenen Rittergut Barneck). Zum 1. Juni 1885 wurde er in Leutzsch umbenannt. Nach der Eingemeindung der Gemeinde Leutzsch in die Stadt Leipzig zum 1. Januar 1922 erhielt er den noch heute gültigen Namen Leipzig-Leutzsch. Mit dem Bau der zum Leipziger Güterringes gehörenden Strecke erhielt der Bahnhof Leipzig-Leutzsch vier mechanische Stellwerke. 1931 wurde als letzte die Strecke von Merseburg in den Bahnhof eingeführt.
Im Jahr 1969 wurde der Bahnhof Leipzig-Leutzsch einer der ersten Zugangsstellen der S-Bahn Leipzig. Im Zuge der Vorbereitung für den S-Bahn-Betrieb erhielt der Bahnhof in den Stellwerksbereichen Lo und Lä Lichtsignale, im Stellwerksbereich Ls Richtung Plagwitz nur an den durchgehenden Hauptgleisen. In diesem Zusammenhang wurden auf dem Ostkopf zwei elektrisch ferngestellte Weichen mit einem Abzweigradius von 1200 Metern und eine Flachkreuzung mit beweglichen Doppelherzstückspitzen eingebaut. Damit wurden Fahrten von und nach Leipzig-Plagwitz mit 100 km/h möglich. Mit insgesamt 32 Gleisen war der Bahnhof einer der größten Bahnhöfe Leipzigs. Zeitweise gab es bis zu 28 Gleisanschlüsse für umliegende Betriebe. Wichtige Anschließer des Güterbahnhofs waren unter anderem: VEB Kirow, der Pianobauer Hupfeld und der VEB Industriearmaturen und Apparatebau Leipzig (IAL).
Im letzten Jahrzehnt des 20. Jahrhunderts verlor der Bahnhof zunehmend seine Funktion als Regionalbahnhof. 1998 wurde der Reiseverkehr Richtung Merseburg eingestellt, schon Anfang 1999 erfolgte darauf die Stilllegung der Strecke. Der Linienbetrieb auf der Straßenbahnstrecke, die seit 1899 vom Rathaus Leutzsch durch die Rathenaustraße zum Bahnhof führt, wurde 2001 von den Leipziger Verkehrsbetrieben eingestellt.

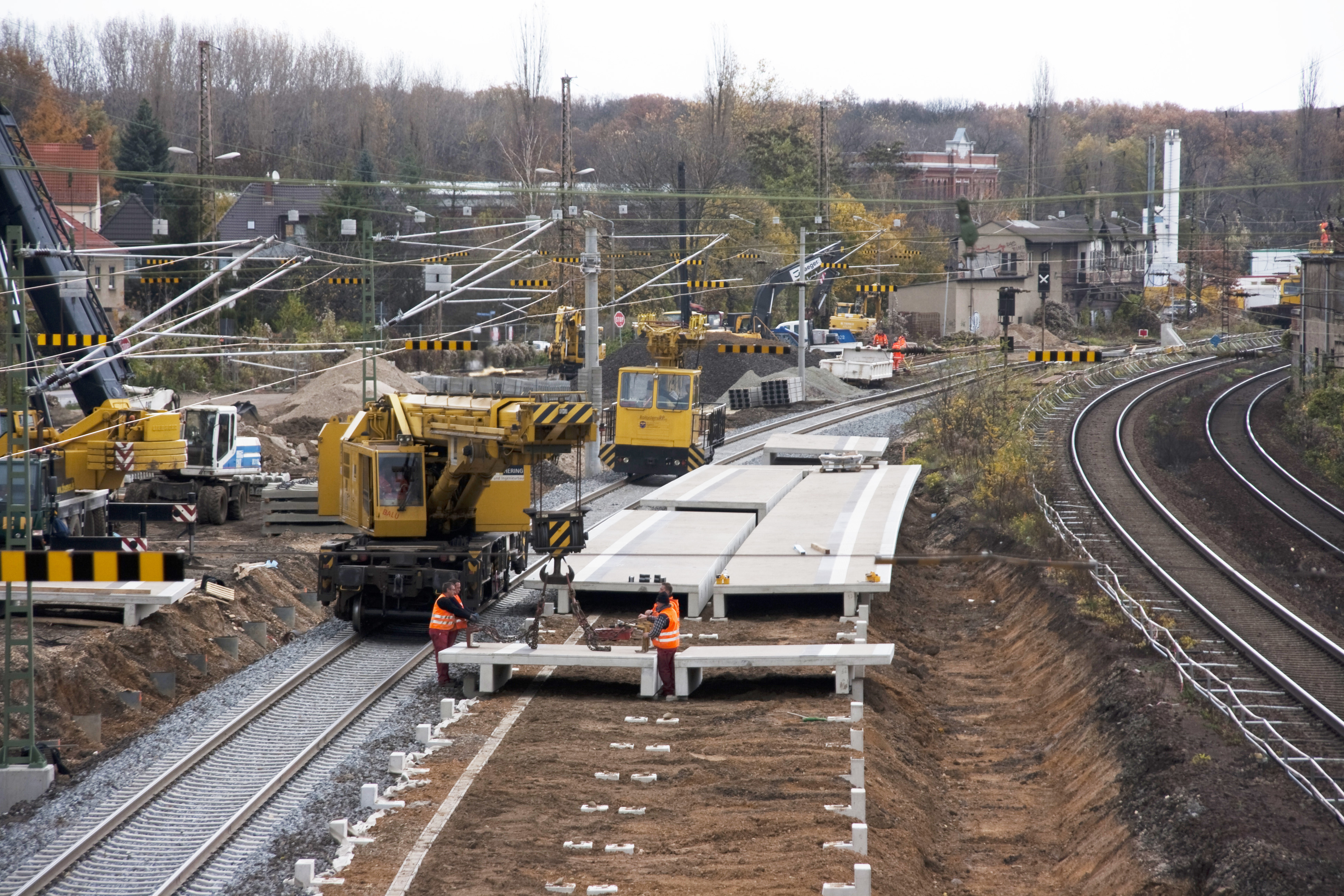
Montage des Mittelbahnsteigs mit Fertigteilen, 2010

Im Zuge der umfangreichen Neuordnung des S-Bahnverkehrs im Großraum Leipzig zum Aufbau des Netzes der S-Bahn Mitteldeutschland wurden die Reiseverkehrsanlagen des Bahnhofs Leipzig-Leutzsch und des Haltepunktes Industriegelände West zu einer neuen Zugangsstelle etwa 700 m westlich an der Georg-Schwarz-Straße zusammengefasst. Zwischen den Stammgleisen der Strecke Leipzig–Großkorbetha wurde ein 140 m langer Inselbahnsteig eingerichtet ⊙, an der Strecke Leipzig–Probstzella zwei ebenfalls 140 m lange Außenbahnsteige ⊙. Treppen und Aufzüge verbinden diese mit der Georg-Schwarz-Straße, wodurch eine bessere Umsteigemöglichkeit zum Bus- und Straßenbahnnetz der Stadt entstand. Die alten Bahnsteige wurden abgebrochen und die Gleisanlagen in veränderter Lage neu errichtet.
Seit Ende 2011 wird der Bahnhof aus der Betriebszentrale Leipzig ferngesteuert. Die zuständige Unterzentrale (UZ) ist die UZ Leipzig-Wahren, das entsprechende, an die UZ Leipzig-Wahren angeschlossene, ESTW-A befindet sich vor Ort im Bahnhof Leipzig-Leutzsch. Hersteller des Elektronischen Stellwerks ist die Firma Thales.
Die neuen Anlagen gingen abschnittsweise bis zur Eröffnung des Citytunnels im Dezember 2013 in Betrieb. Seitdem wird der Bahnhof von der Linie RB 125 Leipzig Hbf–Weißenfels (heute RB 20 nach Eisenach) und der Linie S 1 Leipzig Stötteritz–Leipzig Miltitzer Allee der S-Bahn Mitteldeutschland bedient. Im Dezember 2015 übernahm Abellio Rail Mitteldeutschland die Regionalzugleistungen nach Weißenfels, die seitdem Richtung Erfurt, Saalfeld oder Eisenach durchgebunden werden.

## Zwischenfälle

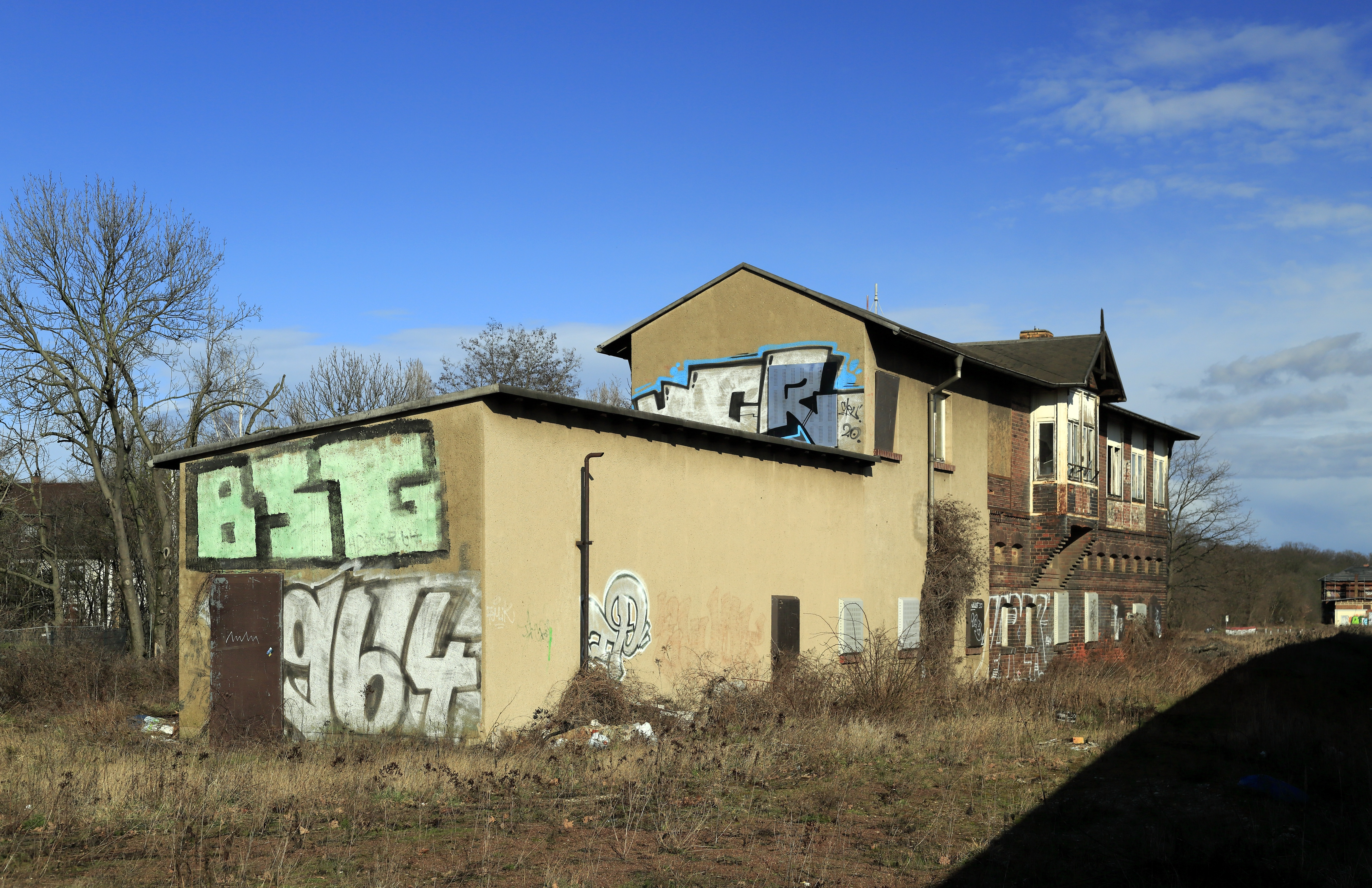
Ehemaliges Stellwerk Lt, die verputzten Teile wurden nach dem Unfall vom 10. Juli 1973 neugebaut

- Am 10. Juli 1973 entgleiste im Bahnhof Leipzig-Leutzsch der Schnellzug 703 infolge überhöhter Geschwindigkeit. Wegen der angespannten Betriebssituation sollte er  nicht planmäßig über das durchgehende Hauptgleis 1 der Strecke Leipzig–Großkorbetha, sondern über Gleis 3, das durchgehende Hauptgleis der Strecke Leipzig-Leutzsch–Probstzella fahren und im Bereich des Befehlsstellwerkes Lt auf die Strecke nach Großkorbetha zurückgeleitet werden. Der Lokomotivführer bemerkte die einschränkenden Fahrtbegriffe Fahrt mit 100 km/h, Fahrt mit 40 km/h erwarten am Einfahr- und Fahrt mit 40 km/h am Zwischensignal auf der Westseite des Bahnsteiges zunächst nicht und bremste verspätet. Mit einer Geschwindigkeit von 80 km/h entgleiste die Lokomotive daraufhin in der Weichenverbindung und prallte mit voller Wucht in das Fahrdienstleiterstellwerk. Auch der erste Wagen entgleiste, und die nachfolgenden Wagen des Schnellzugs schoben sich ineinander. Das Stellwerk wurde schwer beschädigt. Vier Tote, unter ihnen auch der Lokomotivführer, sowie 25 Verletzte waren zu beklagen. Der Heizer rettete sich mit einem Sprung von der Lokomotive. Das beschädigte Stellwerksgebäude wurde wieder aufgebaut und das Stellwerk in diesem Zusammenhang von mechanischer auf elektromechanische Sicherungstechnik umgestellt. Die neugebaute Gebäudeseite ist am grauen Putz anstelle des roten Klinkermauerwerkes erkennbar.[5]

## Bedienung
| Linie | Linienverlauf im Fahrplanjahr 2024 |
| ----- | --- |
| RB 20 | Leipzig Hbf – Leipzig-Möckern – Leipzig-Leutzsch – Leipzig-Miltitz – Markranstädt – Bad Dürrenberg – Großkorbetha – Weißenfels – Naumburg (Saale) Hbf – Bad Kösen – Bad Sulza – Apolda – Weimar – Erfurt Hbf – Gotha – Eisenach (betrieben durch Abellio Rail Mitteldeutschland) |
| S 1   | Leipzig-Stötteritz – Leipzig MDR – Leipzig Bayerischer Bahnhof – Leipzig Wilhelm-Leuschner-Platz – Leipzig Markt – Leipzig Hbf (tief) – Leipzig-Gohlis – Leipzig-Möckern – Leipzig-Leutzsch – Leipzig-Lindenau – Leipzig-Plagwitz – Leipzig Miltitzer Allee                      |
| S 10  | Leipzig Hbf (oben) – Leipzig-Gohlis – Leipzig-Möckern – Leipzig-Leutzsch – Leipzig-Lindenau – Leipzig-Plagwitz – Leipzig Miltitzer Allee (Selten im Einsatz durch anhaltenden Personalmangel)                                                                                    |

| Linie | Linienverlauf im Fahrplanjahr 2023 |
| ----- | --- |
| RB 20 | Leipzig Hbf – Leipzig-Möckern – Leipzig-Leutzsch – Leipzig-Miltitz – Markranstädt – Bad Dürrenberg – Großkorbetha – Weißenfels – Naumburg (Saale) Hbf – Bad Kösen – Bad Sulza – Apolda – Weimar – Erfurt Hbf – Gotha – Eisenach (betrieben durch Abellio Rail Mitteldeutschland) |
| S 1   | Leipzig-Stötteritz – Leipzig MDR – Leipzig Bayerischer Bahnhof – Leipzig Wilhelm-Leuschner-Platz – Leipzig Markt – Leipzig Hbf (tief) – Leipzig-Gohlis – Leipzig-Möckern – Leipzig-Leutzsch – Leipzig-Lindenau – Leipzig-Plagwitz – Leipzig Miltitzer Allee                      |
| S 10  | Leipzig Hbf – Leipzig-Gohlis – Leipzig-Möckern – Leipzig-Leutzsch – Leipzig-Lindenau – Leipzig-Plagwitz – Leipzig Miltitzer Allee |

| Linie | Linienverlauf im Fahrplanjahr 2019, 2020, 2021, 2022 |
| ----- | --- |
| RB 20 | Leipzig Hbf – Leipzig-Möckern – Leipzig-Leutzsch – Leipzig-Miltitz – Markranstädt – Bad Dürrenberg – Großkorbetha – Weißenfels – Naumburg (Saale) Hbf – Bad Kösen – Bad Sulza – Apolda – Weimar – Erfurt Hbf – Gotha – Eisenach (betrieben durch Abellio Rail Mitteldeutschland) |
| S 1   | Leipzig-Stötteritz – Leipzig MDR – Leipzig Bayerischer Bahnhof – Leipzig Wilhelm-Leuschner-Platz – Leipzig Markt – Leipzig Hbf (tief) – Leipzig-Gohlis – Leipzig-Möckern – Leipzig-Leutzsch – Leipzig-Lindenau – Leipzig-Plagwitz – Leipzig Miltitzer Allee                      |

| Linie | Linienverlauf im Fahrplanjahr 2016, 2017, 2018 |
| ----- | --- |
| RE 17 | Leipzig Hbf – Leipzig-Möckern – Leipzig-Leutzsch – Leipzig-Miltitz – Markranstädt – Bad Dürrenberg – Großkorbetha – Weißenfels – Naumburg (Saale) Hbf – Bad Kösen – Bad Sulza – Apolda – Weimar – Erfurt Hbf (betrieben durch Abellio Rail Mitteldeutschland)                            |
| SE 15 | Leipzig Hbf – Leipzig-Möckern – Leipzig-Leutzsch – Leipzig-Miltitz – Markranstädt – Bad Dürrenberg – Großkorbetha – Weißenfels – Naumburg (Saale) Hbf – Bad Kösen – Jena Saalbahnhof – Orlamünde – Rudolstadt (Thür) – Saalfeld (Saale) (betrieben durch Abellio Rail Mitteldeutschland) |
| S 1   | Leipzig-Stötteritz – Leipzig MDR – Leipzig Bayerischer Bahnhof – Leipzig Wilhelm-Leuschner-Platz – Leipzig Markt – Leipzig Hbf (tief) – Leipzig-Gohlis – Leipzig-Möckern – Leipzig-Leutzsch – Leipzig-Lindenau – Leipzig-Plagwitz – Leipzig Miltitzer Allee                              |

| Linie  | Linienverlauf im Fahrplanjahr 2015 |
| ------ | --- |
| RB 125 | Leipzig Hbf – Leipzig-Gohlis – Leipzig Coppiplatz – Leipzig-Möckern – Leipzig-Leutzsch – Leipzig-Miltitz – Markranstädt – Bad Dürrenberg – Großkorbetha – Weißenfels |
| S 1    | (Riesa – Oschatz –) Wurzen – Borsdorf (Sachs) – Engelsdorf – Leipzig-Stötteritz – Leipzig MDR – Leipzig Bayerischer Bahnhof – Leipzig Wilhelm-Leuschner-Platz – Leipzig Markt – Leipzig Hbf (tief) – Leipzig-Gohlis – Leipzig-Möckern – Leipzig-Leutzsch – Leipzig-Lindenau – Leipzig-Plagwitz – Leipzig Miltitzer Allee |

| Linie  | Linienverlauf im Fahrplanjahr 2014 |
| ------ | --- |
| EBx 12 | Leipzig Hbf – Leipzig-Leutzsch – Leipzig-Plagwitz – Leipzig-Knauthain – Pegau – Zeitz – Bad Köstritz – Gera Hbf – Saalfeld (Saale) |
| RB 125 | Leipzig Hbf – Leipzig Coppiplatz – Leipzig-Gohlis – Leipzig-Möckern – Leipzig-Leutzsch – Leipzig-Miltitz – Markranstädt – Bad Dürrenberg – Großkorbetha – Weißenfels |
| EB 3   | Leipzig Hbf – Leipzig-Möckern – Leipzig-Leutzsch – Leipzig-Plagwitz – Leipzig-Großzschocher – Leipzig-Knauthain – Zwenkau-Großdalzig – Pegau – Profen – Reuden – Bornitz – Zeitz – Bad Köstritz – Gera Hbf – Saalfeld (Saale) |
| S 1    | (Riesa – Oschatz –) Wurzen – Borsdorf (Sachs) – Engelsdorf – Leipzig-Stötteritz – Leipzig MDR – Leipzig Bayerischer Bahnhof – Leipzig Wilhelm-Leuschner-Platz – Leipzig Markt – Leipzig Hbf (tief) – Leipzig-Gohlis – Leipzig Coppiplatz – Leipzig-Möckern – Leipzig-Leutzsch – Leipzig-Lindenau – Leipzig-Plagwitz – Leipzig Miltitzer Allee |

| Linie  | Linienverlauf im Fahrplanjahr 2011, 2012, 2013 |
| ------ | --- |
| RE 12  | Leipzig Hbf – Leipzig-Leutzsch – Leipzig-Plagwitz – Leipzig-Knauthain – Pegau – Zeitz – Bad Köstritz – Gera Hbf – Hof Hbf                                                                                  |
| RB 125 | Leipzig Hbf – Leipzig-Gohlis – Leipzig Coppiplatz – Leipzig-Möckern – Leipzig-Leutzsch – Leipzig-Miltitz – Markranstädt – Bad Dürrenberg – Großkorbetha – Weißenfels                                       |
| RB 51  | Leipzig Hbf – Leipzig-Möckern – Leipzig-Leutzsch – Leipzig-Plagwitz – Leipzig-Großzschocher – Leipzig-Knauthain – Zwenkau-Großdalzig – Pegau – Profen – Reuden – Bornitz – Zeitz – Bad Köstritz – Gera Hbf |

| Linie  | Linienverlauf im Fahrplanjahr 2010 |
| ------ | --- |
| RB 125 | Leipzig Hbf – Leipzig-Gohlis – Leipzig Coppiplatz – Leipzig-Möckern – Leipzig-Leutzsch – Leipzig-Miltitz – Markranstädt – Bad Dürrenberg – Großkorbetha – Weißenfels                   |
| S 1    | Leipzig Hbf – Leipzig-Gohlis – Leipzig Coppiplatz – Leipzig-Möckern – Leipzig-Leutzsch – Leipzig Industriegelände West – Leipzig-Lindenau – Leipzig-Plagwitz – Leipzig Miltitzer Allee |

| Linie  | Linienverlauf im Fahrplanjahr 2007, 2008, 2009 |
| ------ | --- |
| RB 125 | Leipzig Hbf – Leipzig-Gohlis – Leipzig Coppiplatz – Leipzig-Möckern – Leipzig-Leutzsch – Leipzig-Miltitz – Markranstädt – Bad Dürrenberg – Großkorbetha – Weißenfels ab Leipzig Hbf durchgebunden als RB 115 weiter nach Eilenburg Ost, Falkenberg (Elster) und Torgau |
| S 1    | Leipzig Hbf – Leipzig-Gohlis – Leipzig Coppiplatz – Leipzig-Möckern – Leipzig-Leutzsch – Leipzig Industriegelände West – Leipzig-Lindenau – Leipzig-Plagwitz – Leipzig Miltitzer Allee                                                                                 |

| Linie  | Linienverlauf im Fahrplanjahr 2002, 2003, 2004 | Linienverlauf im Fahrplanjahr 2002, 2003, 2004 |
| ------ | --- | --- |
| RB 125 | Leipzig Hbf – Leipzig-Gohlis – Leipzig Coppiplatz – Leipzig-Möckern – Leipzig-Leutzsch – Miltitz (b Leipzig) – Markranstädt – Bad Dürrenberg – Großkorbetha – Weißenfels | Leipzig Hbf – Leipzig-Gohlis – Leipzig Coppiplatz – Leipzig-Möckern – Leipzig-Leutzsch – Miltitz (b Leipzig) – Markranstädt – Bad Dürrenberg – Großkorbetha – Weißenfels |
| S 1    | Zwickau (Sachs) Hbf – Werdau – Crimmitschau – Gößnitz – Altenburg – bis Gaschwitz als RB 130                                                                             | Neukieritzsch – Böhlen (b Leipzig) – Markkleeberg – Leipzig-Connewitz – Leipzig-Stötteritz – Leipzig Ost – Leipzig Hbf – Leipzig-Gohlis – Leipzig Coppiplatz – Leipzig-Möckern – Leipzig-Leutzsch – Leipzig Industriegelände West – Leipzig-Lindenau – Leipzig-Plagwitz – Leipzig Miltitzer Allee |
| S 1    | Borna (Leipzig) – | Neukieritzsch – Böhlen (b Leipzig) – Markkleeberg – Leipzig-Connewitz – Leipzig-Stötteritz – Leipzig Ost – Leipzig Hbf – Leipzig-Gohlis – Leipzig Coppiplatz – Leipzig-Möckern – Leipzig-Leutzsch – Leipzig Industriegelände West – Leipzig-Lindenau – Leipzig-Plagwitz – Leipzig Miltitzer Allee |

| Linie  | Linienverlauf im Fahrplanjahr 2001 |
| ------ | --- |
| RB 125 | Leipzig Hbf – Leipzig-Gohlis – Leipzig Coppiplatz – Leipzig-Möckern – Leipzig-Leutzsch – Miltitz (b Leipzig) – Markranstädt – Bad Dürrenberg – Großkorbetha – Weißenfels |
| S 1    | Borna (b Leipzig) – Neukieritzsch – Böhlen (b Leipzig) – Markkleeberg – Leipzig-Connewitz – Leipzig-Stötteritz – Leipzig Ost – Leipzig Hbf – Leipzig-Gohlis – Leipzig Coppiplatz – Leipzig-Möckern – Leipzig-Leutzsch – Leipzig Industriegelände West – Leipzig-Lindenau – Leipzig-Plagwitz – Leipzig Miltitzer Allee |